# Tricloruro di azoto
Il tricloruro d'azoto, conosciuto anche come tricloroammina, è un composto dell'azoto trivalente con il cloro, avente formula NCl3. È un composto molto instabile, difficile da ottenere allo stato puro, noto fin dal 1811; è sensibile alla luce e all'acqua, al calore, agli urti ed è pericolosamente esplosivo.
In condizioni ambiente è un liquido denso e oleoso, di colore giallo pallido, piuttosto volatile e di odore pungente, praticamente insolubile in acqua. Si scioglie bene in tetracloruro di carbonio, solfuro di carbonio, benzene e cloroformio. Si può trovare talvolta come sottoprodotto di reazioni chimiche tra i composti azotati, come l'urea, e il cloro o ipocloriti, come può accadere ad esempio nelle piscine.

## Proprietà
Il tricloruro d'azoto è un composto notevolmente endotermico (ΔHƒ° ≈ +230 kJ/mol) e cineticamente instabile, ed è simile in questo agli omologhi NBr3 e NI3 (ancora più endotermici e più instabili), a marcata differenza del trifluoruro di azoto NF3, che invece si forma esotermicamente ed è molto stabile e cineticamente piuttosto inerte.
La molecola è piramidale trigonale, l'atomo di N è al vertice e forma tre legami singoli con ciascuno dei tre atomi Cl alla base della piramide e ha su di sé una coppia solitaria; lo schema di ibridazione è pertanto sp3.
Attraverso la spettroscopia rotazionale nella regione delle microonde è stato possibile ricavare lunghezze ed angoli di legame: i legami N–Cl sono di 175,4 pm e gli angoli Cl-N-Cl sono di 107,78°. Da indagini di diffrazione elettronica in fase gassosa sono stati ricavati dati molto simili: 175,9 pm per le lunghezze N–Cl e 107,1° per gli angoli Cl-N-Cl.
La molecola è del tipo AX3E e, in accordo alle indicazioni VSEPR, la presenza della coppia solitaria su N richiede più spazio angolare delle coppie di legame e questo fa sì che questi angoli siano un po' minori dell'angolo tetraedrico (109,5°). Le distanze di non legame tra i clori sono di 283,4 pm e questo valore è minore doppio del raggio di van der Waals per il cloro (intervallo 358-380 pm) . 
La simmetria della molecola è C3v e il momento dipolare trovato sperimentalmente è pari a 0,39 D, sebbene i valori ricavati da calcoli quantomeccanici siano un po' maggiori; è maggiore rispetto a quello di NF3 (0,235 D), molecola in cui il segno della carica parziale su N è positivo. Gli stessi calcoli indicano che in NCl3 è l'atomo di azoto ad avere parziale carica negativa e che quindi qui N sarebbe allo stato di ossidazione negativo (-3), invece che positivo. Tale carica su N è stata stimata in -0,24 e. La disposizione delle cariche in questo senso è supportata dal decorso della reazione di idrolisi di NCl3:
NCl3 + 3 H2O  →  NH3 + 3 HOCl
Qui il nucleofilo H2O, con l'atomo O parzialmente negativo, si unisce al Cl parzialmente positivo  (e non a N, che è parzialmente negativo), come invece accade per l'idrolisi di NF3, dove è N ad essere parzialmente positivo; anche in base a questo, e considerando che l'elettronegatività di N in alcune scale (Allen, Allred-Rochow) supera quella di Cl, qualche testo dice che NCl3 dovrebbe essere chiamato nitruro di cloro. Nel trattamento di NCl3 con cloro e AsF5 come acido di Lewis e in parte come ossidante, in SO2 liquida come solvente, si forma un sale complesso non esplosivo, l'esafluoroarseniato del catione tetracloroammonio:
2 NCl3 + Cl2 + 3 AsF5  →  2 [NCl4] + [AsF6] – + AsF3
Il tricloruro d'azoto è un liquido altamente instabile, specialmente quando puro, viene decomposto dalla luce solare e dall'acqua oppure si decompone spontaneamente entro 24 ore circa, per questo non è immagazzinabile a lungo.
Il composto puro esplode se viene a contatto con composti organici o con catalizzatori chimici. Durante la produzione di questo composto si possono verificare delle esplosioni dovute ad uno shock meccanico (urti) oppure al surriscaldamento della miscela.
Il tricloruro d'azoto non è mai stato utilizzato per scopi militari perché ritenuto troppo instabile; in passato ha trovato impiego come sbiancante per la farina.

## Sintesi
La sintesi del tricloruro di azoto è pericolosa, in quanto allo stato puro questo composto è molto più instabile della nitroglicerina; viene comunque prodotto facendo gorgogliare cloro in una soluzione acquosa concentrata e acidificata (pH  ≤ 4,4) di cloruro di ammonio NH4Cl (o altro sale d'ammonio), estraendo in continuo l'NCl3 che si va formando in CCl4:
{\displaystyle {\ce {NH3 + 3 Cl2 -> NCl3 + 3 HCl}}}